# 15 marzo
Il 15 marzo è il 74º giorno del calendario gregoriano (il 75º negli anni bisestili). Mancano 291 giorni alla fine dell'anno.

## Eventi
- 44 a.C. – Idi di marzo: Giulio Cesare viene assassinato nel Senato durante i lavori di ristrutturazione della Curia da un gruppo di senatori romani;
- 351 – A Sirmio l'imperatore romano Costanzo II nomina cesare d'Oriente il proprio cugino e cognato Gallo;
- 1493 – Giungendo a Palos de la Frontera, Cristoforo Colombo ritorna dal suo primo viaggio nelle Americhe;
- 1815 – Guerra austro-napoletana: il re di Napoli Gioacchino Murat dichiara guerra all'Impero austriaco (15 marzo - 20 maggio);
- 1820 – Il Maine diventa il 23º Stato degli USA;
- 1844 – Rivolta antiborbonica a Cosenza, al grido di «Italia e Costituzione»: fu per appoggiare questa rivolta, ignorando che fosse finita nel sangue, che si mossero i Fratelli Bandiera[1];
- 1892 – Viene fondato a Liverpool dall'imprenditore John Houlding il Liverpool Football Club;
- 1906 – Nasce la Rolls-Royce Limited;
- 1917 – Lo zar Nicola II di Russia abdica in favore del fratello, che rinuncia a seguito della Rivoluzione di febbraio (2 marzo del calendario giuliano);
- 1936 – Guerra d'Etiopia: ha inizio la Marcia su Gondar;
- 1939 – Invasione della Cecoslovacchia: i carri armati tedeschi entrano a Praga[2];
- 1943 – Seconda guerra mondiale, terza battaglia di Char'kov: le truppe naziste riconquistano la città di Char'kov;
- 1944 – Seconda guerra mondiale: le forze anglo-statunitensi tentano il terzo assalto durante la battaglia di Cassino;
- 1945 – Seconda guerra mondiale: comincia l'offensiva sovietica nella regione dell'Alta Slesia;
- 1956 – Il musical My Fair Lady debutta a Broadway;
- 1972 - In Giappone viene inaugurata la tratta iniziale della linea ad alta velocità Sanyō Shinkansen, tra le stazioni di Shin-Ōsaka e Okayama.
- 1983 – Filippo Montesi, marò di leva del battaglione "San Marco" della Marina Militare, viene ucciso in una imboscata durante la missione ITALCON "Libano 2", mentre si trovava in azione di pattugliamento notturno sulla via dell'aeroporto di Beirut;
- 1985 – Viene registrato il primo dominio internet, www.symbolics.com;
- 1990 – Michail Gorbačëv viene eletto come primo presidente esecutivo dell'Unione Sovietica;
- 2011 – In Siria inizia la guerra civile;
- 2019
  - Milioni di studenti scendono in piazza con cortei e manifestazioni in oltre 2000 città di circa 150 Paesi per partecipare alla manifestazione FridaysForFuture ("Venerdì per il futuro") a sostegno della battaglia contro il cambiamento climatico promossa dell'attivista svedese Greta Thunberg;
  - Attentati di Christchurch.

## Nati
Ci sono circa 1 250 voci su persone nate il 15 marzo; vedi la pagina Nati il 15 marzo per un elenco descrittivo o la categoria Nati il 15 marzo per un indice alfabetico.

## Morti
Ci sono circa 530 voci su persone morte il 15 marzo; vedi la pagina Morti il 15 marzo per un elenco descrittivo o la categoria Morti il 15 marzo per un indice alfabetico.

## Feste e ricorrenze

### Civili
Internazionali:
- Giornata europea per i diritti dei consumatori
- Giornata dei disturbi alimentari #coloriamocidililla (A simboleggiare questa festa si riconosce l'utilizzo di un fiocco viola).

Nazionali:
- Ungheria: festa nazionale in ricordo delle sollevazioni del 1848
- Brasile: festa nazionale della scuola (Dia da Escola)

### Religiose
Cristianesimo:
- Sant'Artemide Zatti, medico
- San Clemente Maria Hofbauer, sacerdote
- Sant'Eusebio di Vercelli, vescovo
- Santa Leocrizia di Cordova (Lucrezia), vergine e martire
- Santa Luisa di Marillac, vedova e religiosa, fondatrice delle Figlie della carità di San Vincenzo de' Paoli
- San Menigno di Pario, martire
- San Sisebuto, abate
- San Zaccaria, papa
- Sant'Agapio di Cesarea, martire (Chiesa ortodossa e Chiese greco-cattoliche di rito bizantino)
- Beato Arnaldo, agostiniano
- Beato Giovanni Balicki, martire
- Beato Guglielmo Hart, sacerdote e martire
- Beato Ludovico de la Pena, mercedario
- Beati Monaldo da Ancona, Francesco da Petriolo e Antonio Cantoni da Milano, martiri
- Beato Pietro Pasquale, mercedario
- Beato Pio Conde Conde, sacerdote salesiano, martire

Religione romana antica e moderna:
- Idi (Feriae Iovi)
- Natale di Anna Perenna
- Canna intrat